# Anne-Marie Garat

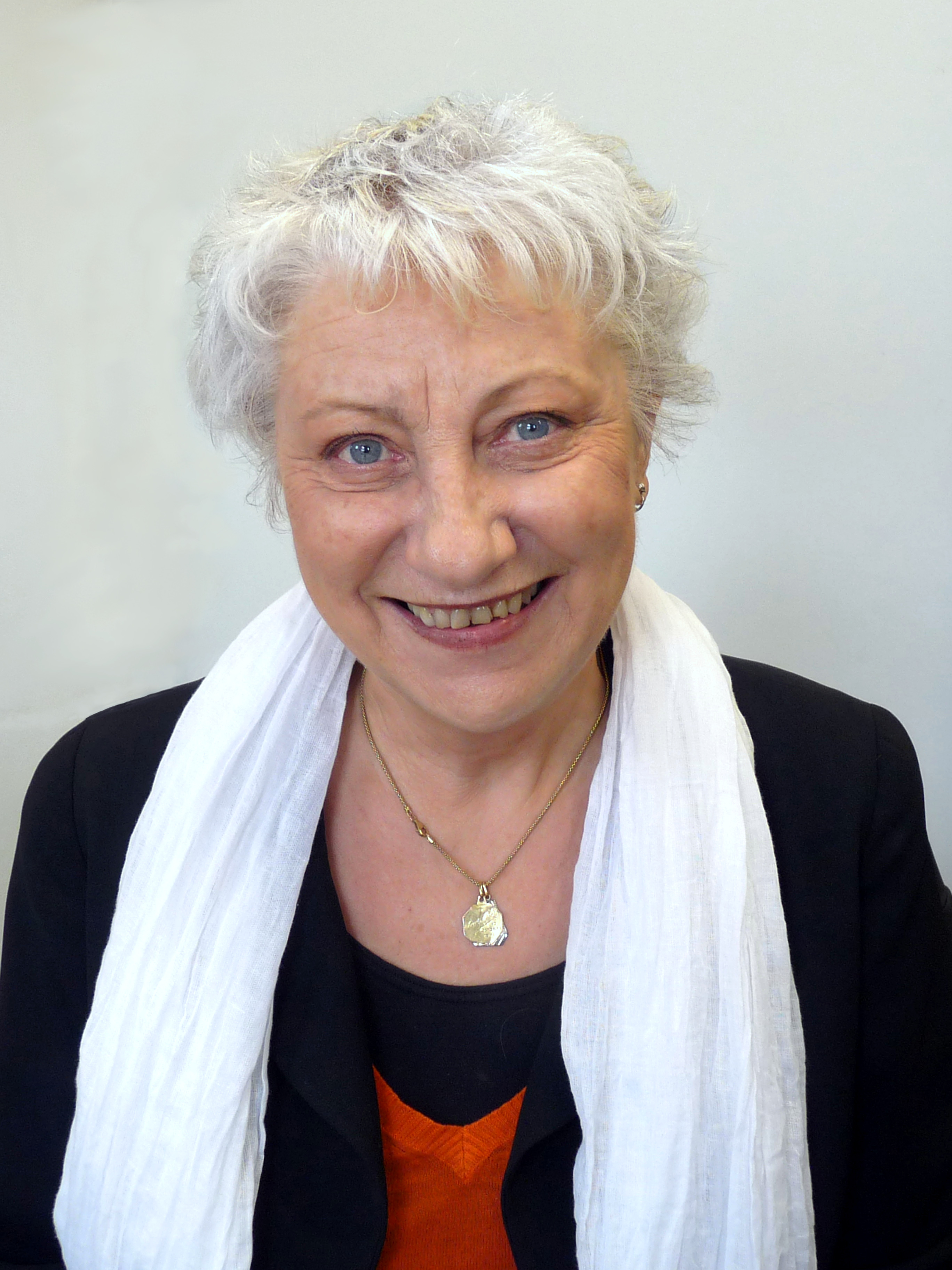
Anne-Marie Garat (2011)

Anne-Marie Garat (* 9. Oktober 1946 als Anne Marie Jeanne Garat in Bordeaux; † 26. Juli 2022 in Paris) war eine französische Schriftstellerin und Dozentin für Film und Fotografie.

## Werk
Garats Romane sind Gesellschaftsbeobachtungen. Für ihr literarisches Werk wurde sie mit zahlreichen Literaturpreisen prämiert, darunter dem Prix Femina und dem Marguerite-Audoux-Preis. 2019 erhielt sie für Le Grand Nord-Ouest den deutsch-französischen Franz-Hessel-Preis. 2021 wurde mit Der große Nordwesten (Original: Le grand Nord-Ouest) erstmals ein Roman von Garat ins Deutsche übersetzt und von GOYA (JUMBO Verlag) veröffentlicht.

## Werke (Auswahl)
- L'Homme de Blaye, Flammarion, 1984
- Voie non classée, Flammarion, 1985
- L'Insomniaque, Flammarion, 1987
- Le Monarque égaré, Flammarion, 1989 ; Seuil, 1996
- Chambre noire, Flammarion, 1990
- Aden, Seuil, 1992
- Photos de familles, Seuil, 1994
- Merle, Seuil, 1996
- Dans la pente du toit, Seuil, 1998
- L'Amour de loin, Actes Sud, 1998
- István arrive par le train du soir, Seuil, 1999
- Les Mal Famées, Actes Sud, 2000
- Nous nous connaissons déjà, Actes Sud, 2003
- La Rotonde, Actes Sud, 2004
- Un tout petit cœur, Actes Sud junior, 2004
- Une faim de loup. Lecture du Petit Chaperon rouge, Actes Sud, 2004
- Dans la main du diable, Actes Sud, 2006
- On ne peut pas continuer comme ça, Atelier In8, 2006
- L'Enfant des ténèbres, Actes Sud, 2008 ISBN 978-2-7427-7410-4
- Pense à demain, Actes Sud, 2010, ISBN 978-2-7427-8933-7
- Photos de familles, Actes Sud, 2011, ISBN 978-2-7427-9730-1
- Programme sensible, Actes Sud, 2013, ISBN 978-2-330-01423-0
- La Première Fois, Actes Sud, 2013, ISBN 978-2-330-02512-0
- La Source, Actes Sud, 2015, ISBN 978-2-330-05318-5
- Le Grand Nord-Ouest, Actes Sud, 2018, ISBN 978-2-330-09658-8
  - deutsch: Der große Nordwesten. GOYA, Hamburg 2021, ISBN 978-3-8337-4281-1
- La Nuit atlantique, Actes Sud, 2020, ISBN 978-2-330-13117-3
- Humeur noire, Actes Sud, 2021, ISBN 978-2330144524

## Auszeichnungen (Auswahl)
- 1992: Prix Femina für Aden[3]
- 2009: Prix Anna-de-Noailles der Académie française für L’Enfant des ténèbres[4]
- 2019: Franz-Hessel-Preis für Le Grand Nord-Ouest (dt. Der große Nordwesten)[5]